# Dômes de la Vanoise
Dômes de la Vanoise (Dôme de Chasseforêt) – szczyt w Alpach Graickich, części Alp Zachodnich. Leży we wschodniej Francji w regionie Owernia-Rodan-Alpy. Należy do masywu Vanoise. Szczyt można zdobyć ze schroniska Refuge dell'Arpont (2309 m) lub Refuge della Vallette (2590 m). Należy do Parku Narodowego Vanoise.
Pierwszego wejścia dokonali Victor, Pierre i André Puissieux w 1876 r.